# Gianna Quinti
Gianna Quinti (Arezzo, 6 settembre 1936) è una cantante italiana di musica leggera degli anni cinquanta.

## Biografia
Venne scoperta nel 1954 dal maestro Cesarini, che le propose un'audizione radiofonica: a seguito di essa, entrò a far parte dell'orchestra "Milleluci" della RAI, diretta dal Maestro William Galassini; in seguito entrò nell'organico dell'orchestra del maestro Francesco Ferrari (musicista).

Autografo di Gianna Quinti

Ha inciso dischi con l'etichetta discografica Cetra.
Ha effettuato numerosi tour all'estero, raggiungendo una buona popolarità in particolare in Spagna.
Fra i suoi successi come solista, accompagnata dall'orchestra Galassini: Il mondo siamo noi (Dino Olivieri - Gian Carlo Testoni), cantata in coppia con Giuseppe Negroni, È presto, Luna ascoltami, I tuoi baci.
All'inizio degli anni sessanta, dopo altre incisioni, fra cui un 33 giri, abbandonò le scene, ritirandosi a vita privata.

## Discografia parziale

### Album
- 1956: Gianna Quinti (Cetra, LPA 87; lato A: La rosa tatuata, Amore senza nome, È presto, Ti ricorderai di me; lato B: Dos cruces, Il valzer di nonna Speranza, Perdiamoci, Il mondo siamo noi)

### Singoli
- 1955: È presto/Il mondo siamo noi (Cetra, DC 6303; sul lato B canta insieme a Giuseppe Negroni)
- 1956: Amore senza nome/Quando mi sei vicino (Cetra)
- 1956: I tuoi baci/Desideravo (Cetra; entrambi i brani sono cantati insieme a Giuseppe Negroni)